# Барбекю
Барбекю́ (англ. и фр. barbecue, сокр. BBQ):

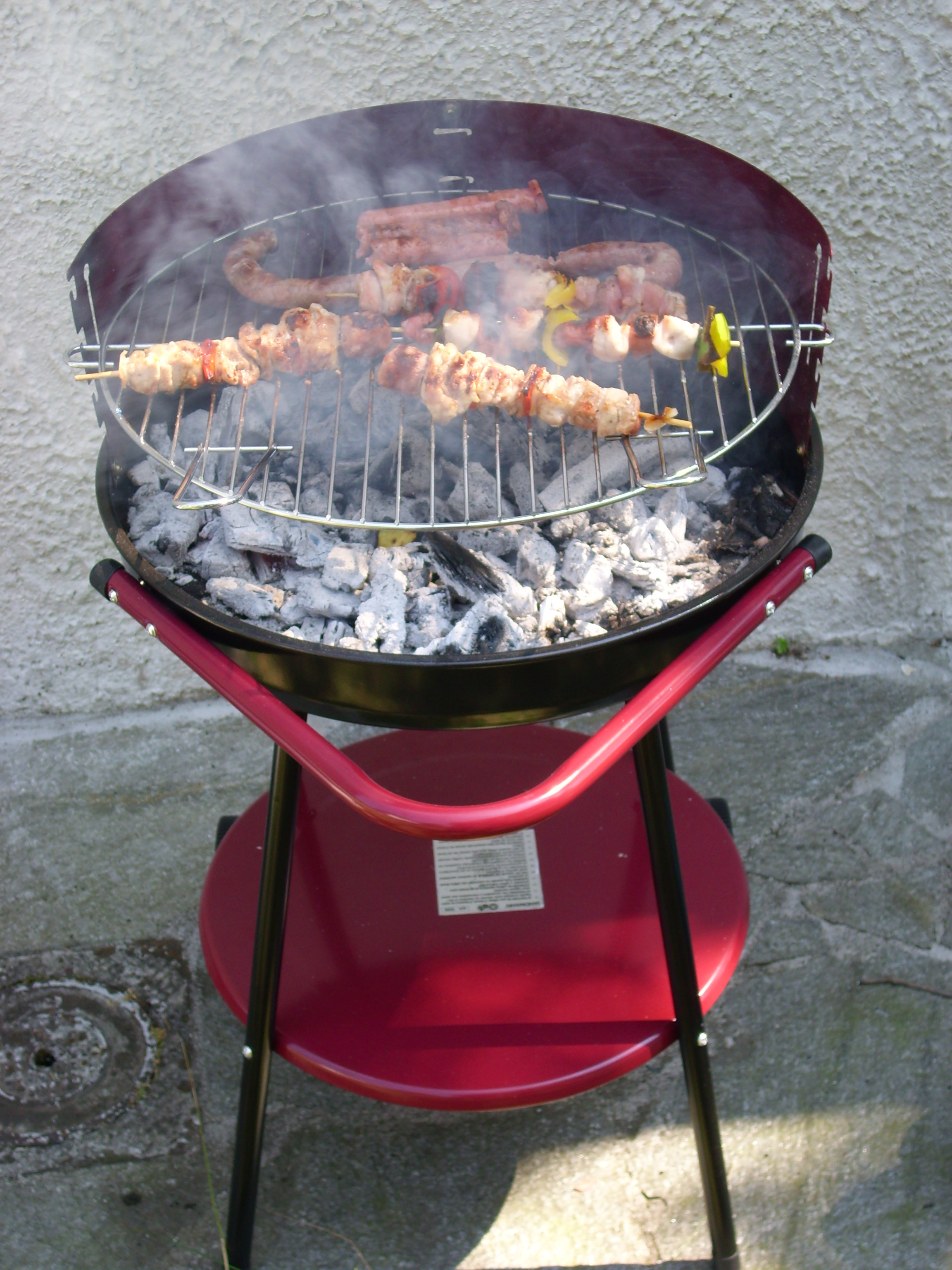
Приготовление на гриле

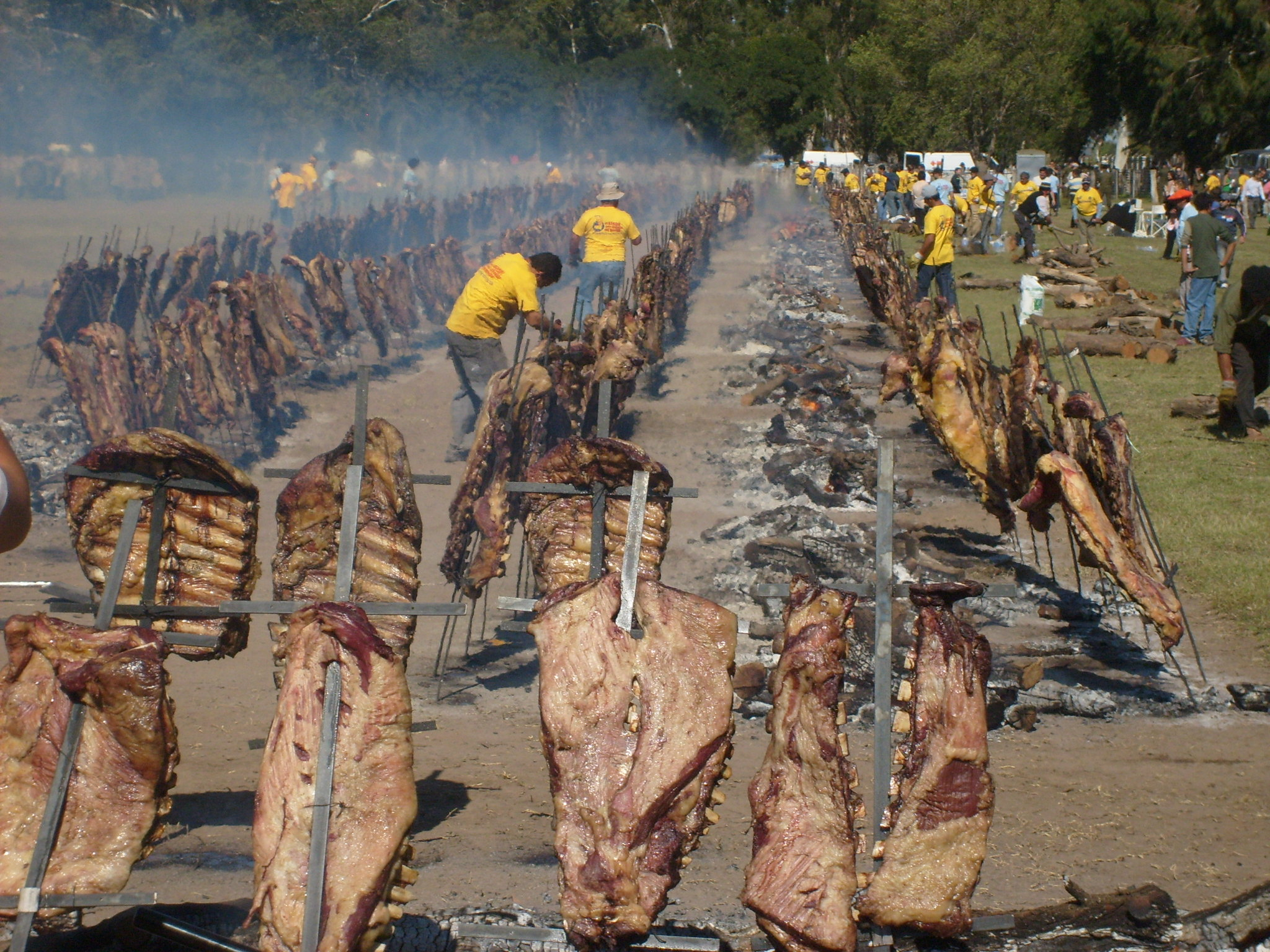
Барбекю, приготовленное в Патагонии, Аргентина

- способ приготовления пищевых продуктов, чаще всего мяса (стейков, сосисок), на жаре тлеющих углей, горящего газа или электронагревателя;
- название самого блюда, а также оборудования, используемого для этого;
- досуговое мероприятие с приготовлением продуктов питания таким способом;
- особый соус, применяемый при приготовлении мяса таким способом;
- решётка в племени индейцев таино, на которой пытали пленников, медленно поджаривая их на костре (племя таино переселилось на Кубу с Юкатана около 1000 года до нашей эры. Через десяток лет после прибытия Христофора Колумба индейцы таино были почти полностью истреблены. Таино можно перевести как «благородный, хороший человек»).[1]

Термин традиционно распространён в США и близок к традиционному для России шашлыку.

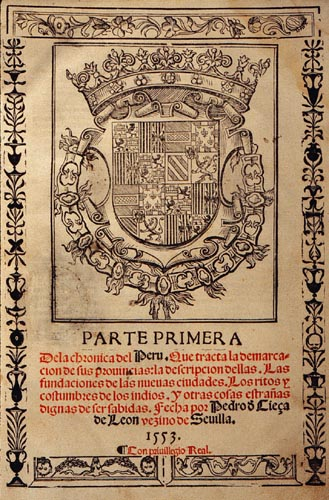
Первая часть книги «Хроника Перу», впервые упоминающая барбекю (1553)

В узком, технологическом смысле термин «барбекю» обозначает метод приготовления продукта способом запекания над тлеющими углями при относительно невысокой температуре (100—120 °С). Это значение сохраняется в южных штатах США, для которых такой способ приготовления мяса традиционен с XVIII века (см. Барбекю в США).

## Происхождение слова
Впервые это слово упоминается в 1553 году в книге «Хроника Перу» Сьеса де Леона как исп. barbacoa.
Существует предположение, что термин происходит от искажённого французского словосочетания barbe à queue — «от морды до хвоста», то есть туша, зажаренная целиком на вертеле или решётке.

## Приготовление
В широком смысле международно признанный термин барбекю объединяет различные способы приготовления продуктов (традиционно мяса, но термин распространился и на приготовление рыбы, птицы, овощей, фруктов, десертов, поджаривание ломтиков хлеба) на жаре угля, газа или электрического теплового нагревателя — это и шашлык, и гриль, и кебаб, и хоровац, и мцвади, и брайтон, и шураско, и якинику. Этот смысл слово приобрело в 1940—50-х годах в связи с широким распространением пригородной культуры, в первую очередь в англоязычных странах (США, Австралия).

### Оборудование

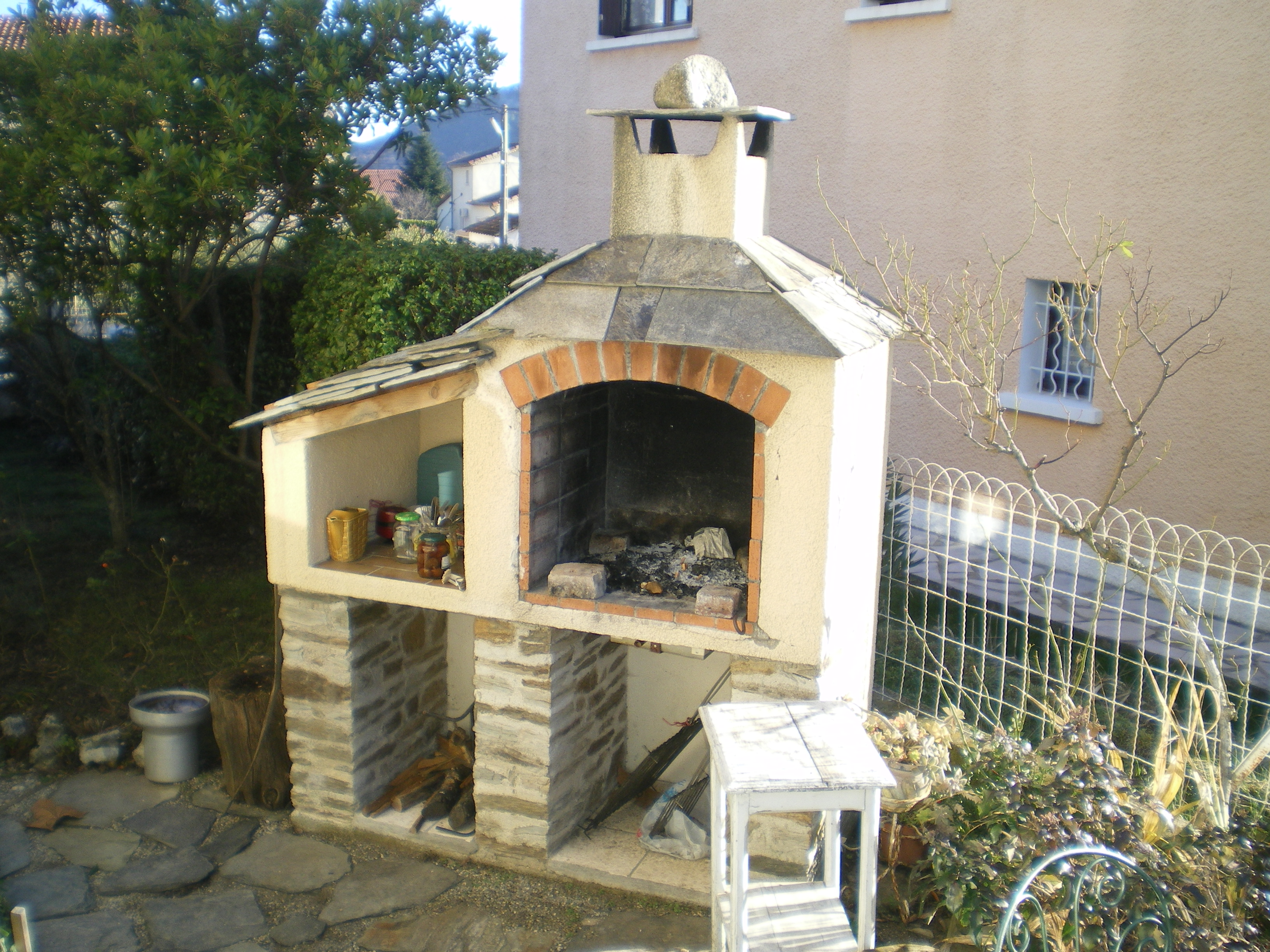
Гриль-печь

Печь барбекю может представлять собой сложную конструкцию, включающую очаг с грилем и вертелом (как правило, оснащённым электроприводом), варочную печь, духовку, коптильню, тандыр и т. п. Кроме того, конструкция барбекю должна предусматривать свободные поверхности — полочки — для размещения собственно приготавливаемых продуктов и соответствующей кухонной утвари, которая потребуется в процессе приготовления пищи. Необходимо предусмотреть также наличие разделочного стола и встроенной мойки.
При кладке печи барбекю используют не только кирпич, но и натуральные камни разных размеров и форм.
Для приготовления применяются также гриль-барбекю смокеры и гриль-котлы.

## Барбекю (мероприятия)
Барбекю как мероприятие — вечеринка, пикник, тусовка на открытом воздухе с приготовлением барбекю.
А также барбекю можно найти в ресторанах, шашлычних, иногда в шаурмичных и кафе.

## Токсичность
Барбекю, наряду с копчением, может являться причиной повышенного поступления в организм канцерогенных Полициклических ароматических углеводородов (ПАУ), в частности, бензапирена. Например, в пережаренном на барбекю мясе может содержаться до нескольких десятков мкг ПАУ на килограмм продукта, при этом ВОЗ рекомендует поступление бензапирена с пищей на уровне не более 0,36 мкг в день, при среднем уровне в 0,05 мкг в день.